# Kinnkette

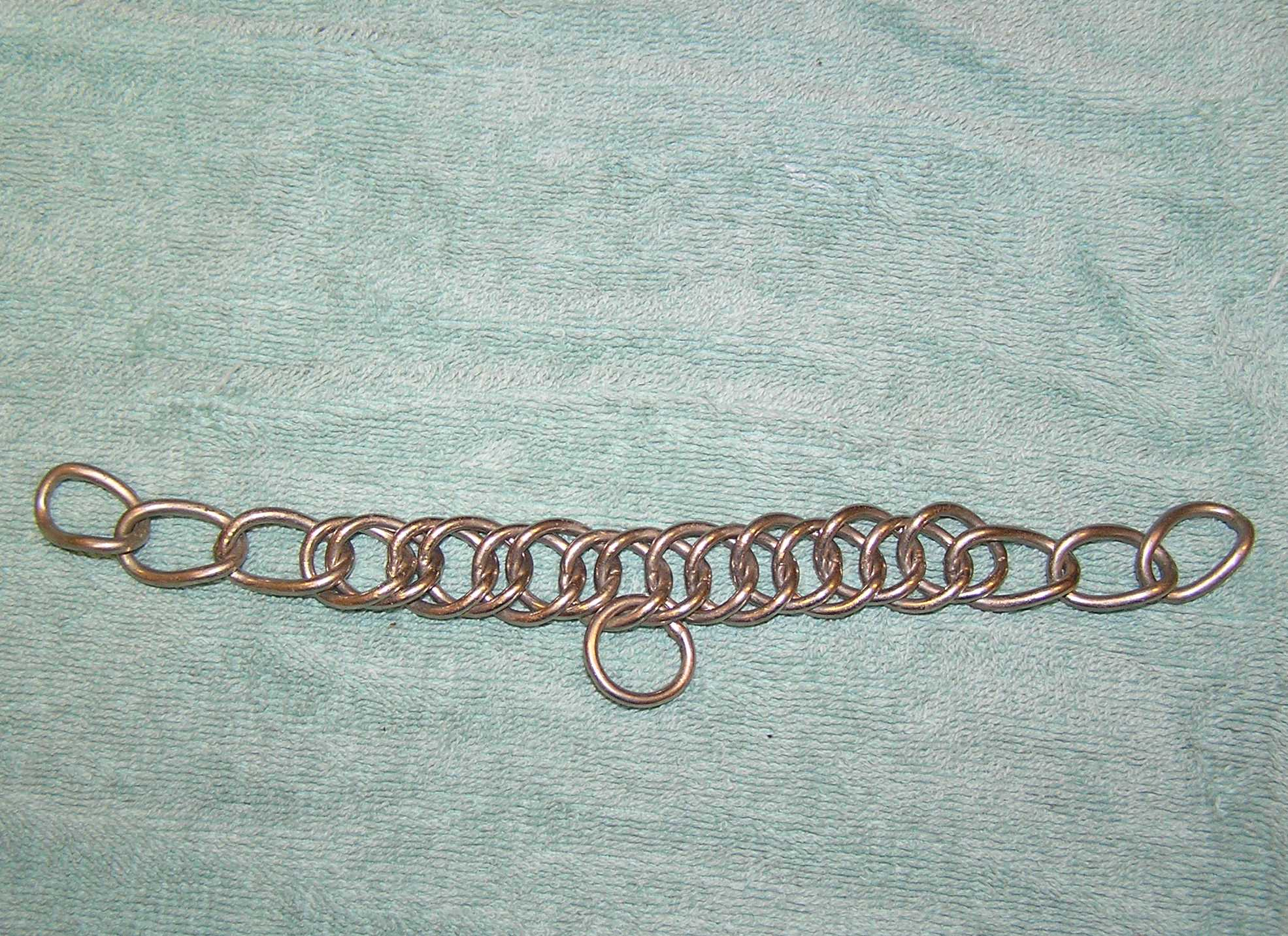
Kinnkette

Eine Kinnkette verbindet die aus dem Pferdemaul herausragenden beiden Enden des Gebisses unter der Kinngrube des Pferdes miteinander.
Bei Gebissen mit Anzügen wird dadurch der Zügelzug über die Anzüge auf das Gebissstück und damit auf Zunge und Laden des Pferdes übertragen. Kinnketten müssen eine ausreichende Breite aufweisen und flach am Kinn des Pferdes anliegen, andernfalls sind sie als Tierquälerei verboten, da der Zügelzug je nach Länge der Anzüge und Breite der Kette ausreichen würde, den Kiefer des Pferdes zu brechen. Hüllen aus Gummi oder Leder können den Druck auf die Kinngrube gleichmäßiger machen, allerdings nicht die insgesamt vorhandene Quetsch- oder Zangenwirkung zwischen Mundstück und Kette verringern. Eine mildere Wirkung haben Kinnriemen aus Leder oder Kordel, die aus diesem Grund allerdings keine so präzise Einwirkung ermöglichen und wegen Auslängung öfter getauscht werden müssen.